# Oriolus xanthornus
Az Oriolus xanthornus a madarak (Aves) osztályának a verébalakúak (Passeriformes) rendjébe, ezen belül a sárgarigófélék (Oriolidae) családjába tartozó faj.

## Előfordulása
Az Oriolus xanthornus előfordulási területe Ázsia déli és délkeleti részein van. Indiától délre Srí Lankáig és keletre Indonéziáig található meg.

## Alfajai
- Oriolus xanthornus andamanensis
- Oriolus xanthornus ceylonensis
- Oriolus xanthornus maderaspatanus
- Oriolus xanthornus reubeni
- Oriolus xanthornus tanakae
- Oriolus xanthornus thaiocous
- Oriolus xanthornus xanthornus

## Megjelenése
A hím a sárgarigófélékre jellemző sárga és fekete tollazatban tündöklik. Színezete főleg sárga, de a feje, a szárnyainak középső része, valamint a farktollak nagy része feketék. A tojó ennél halványabb; hasi és begyi részei zöldesek, azonban a feje szintén fekete - de nála kisebb mértékben, a toroknál felszakadozik. Ezt a madarat a rokon nyári látogatótól, azaz a sárgarigótól (Oriolus oriolus) a fekete fejszíne különbözteti meg. E sárgarigó sárgás, zöldes tollszíne jól elrejti a magas fák levélzete között.

## Életmódja
Trópusi madárfaj, amely egész évben ugyanazon a területen marad. A ritkább erdőket és kultúrtájakat kedveli. A fák koronáin tölti az idejét, ahol rovarokkal és gyümölcsökkel, főleg fügével táplálkozik. Az Oriolus xanthornus röpte hasonlít a rigófélék (Turdidae) röptéhez, vagyis erős és egyenes, hosszabb verdesési szakaszok nélkül.

## Szaporodása
A fészkét a fákra építi. A fészekalj csak két tojásból áll.

### Fordítás
- Ez a szócikk részben vagy egészben  a   Black-hooded oriole című angol Wikipédia-szócikk ezen változatának fordításán alapul.  Az eredeti cikk szerkesztőit annak laptörténete sorolja fel. Ez a jelzés csupán a megfogalmazás eredetét és a szerzői jogokat jelzi, nem szolgál a cikkben szereplő információk forrásmegjelöléseként.